# The Cosmopolitan Confectionery
The Cosmopolitan Confectionery (яп. 有限会社コスモポリタン製菓 Cosmopolitan Seika) — бывшая старейшая фабрика по производству кондитерских изделий в Японии с головным офисом в городе Кобе, район Тюо-ку. 

## Общая информация
Компания управляла магазином с тем же названием. Как и Morozoff Limited она была основана Валентином Федоровичем Морозовым и занималась производством и продажей русских и западных кондитерских изделий. 15 августа 2006 года компания прекратила деятельность. Считается, что The Cosmopolitan Confectionery, наряду с Mary Сhocolate, была компанией, благодаря которой в Японии появился обычай дарить шоколад в день святого Валентина.

## История
- 1926 – Федор Дмитриевич Морозов, эмигрировавший в Японию из-за русской революции, открыл кондитерсий магазин «Магазин западных сладостей Морозов» в городе Кобе на TOR ROAD.
- 1931 – Образована акционерная компания «Кондитерская акционерная компания Кобе Морозов». Федор Морозов становится директором этой компании.
- 1941 – После юридического конфликта с японским соучредителем и инвестором было достигнуто мировое соглашение,  по условиям которого Фёдор и его сын Валентин не могли работать под брендом «Морозов». Сын Федора, Валентин Федорович Морозов, открыл кондитерскую компанию  Confectionery Valentine.
- 1945 –  Магазин компании сгорел в результате воздушной бомбардировки Кобе во время Второй мировой войны. В этом же году после окончания войны, Валентин открыл кондитерское производство «Космополитан» (позднее компания The Cosmopolitan Confectionery).
- 1986 – Строительство главной фабрики на острове Порт-Айленд.
- 1999 –  Рекордные показатели прибыли с момента открытия компании.
- 2006 –  Компания закрылась из-за кризиса в связи с упавшими продажами.